# 자토이치 - 흉악한 형상의 나그네
자토이치 - 흉악한 형상의 나그네(座頭市兇狀旅: Masseur Ichi, The Fugitive)는 일본에서 제작된 타나카 토쿠조 감독의 1963년 영화이다. 카츠 신타로 등이 주연으로 출연하였다.

## 출연

### 주연
- 카츠 신타로
- 타카다 미와

### 조연
- 반리 마사요
- 나리타 준이치로
- 코바야시 카츠히코
- 아베 토루
- 호조 주타로
- 무라세 사치코
- 나와 히로시